# Parkraumbewirtschaftung

Zeichen 314.1: Beginn einer Parkraumbewirtschaftungszone

Parkraumbewirtschaftung ist die zielgerichtete Organisation und Steuerung
von Angebot und Nachfrage von Parkraum im öffentlichen Straßenraum. Parkraumbewirtschaftung ist ein Teil des Parkraummanagements und meint vor allem gebührenpflichtiges Parken im öffentlichen Straßenraum.
Parkraum wird vor allem dort bewirtschaftet, wo die Zahl der parkplatzsuchenden Fahrzeuge regelmäßig die Zahl der verfügbaren Parkplätze übersteigt und somit eine Überschussnachfrage besteht. Eine Überschussnachfrage kann zu einem erhöhten Parksuchverkehr und damit zu erhöhten Lärm- und Umweltbelastungen führen, sowie einen Anreiz darstellen, sein Fahrzeug entgegen den Bestimmungen dem nationalen Straßenverkehrsrecht zum Parken abzustellen.
Die Bewirtschaftung ist als Einzelbewirtschaftung der Stellplätze oder innerhalb einer Parkraumbewirtschaftungszone möglich.

## Möglichkeiten zur Parkraumbewirtschaftung
Es gibt unter anderem folgende Möglichkeiten, um das Parken im öffentlichen Straßenraum zu bewirtschaften:
- Parkzweckbeschränkung
- Parkdauerbeschränkung
- Parkgebühren
- Bewohnerparken
- Parkraumüberwachung

## Ziele der Parkraumbewirtschaftung
Die Bewirtschaftung kann verschiedene Ziele verfolgen:
- Senkung des motorisierten Verkehrsaufkommens und damit von Lärm und Umweltbelastung
- relative Attraktivitätssteigerung des öffentlichen Personennahverkehrs (ÖPNV) im Verhältnis zum Auto
- Senkung des ordnungswidrigen Flächenverbrauchs (Falschparker)
- Ertragsmaximierung durch Generierung von Einnahmen
- Bereitstellung von verfügbarem Parkraum für Gewerbetreibende und Anwohner der Innenstädte

Während Privatpersonen fast ausschließlich auf Ertragsmaximierung hin bewirtschaften, ist bei Städten und Kommunen die Parkraumbewirtschaftung ein Mittel der Verkehrsplanung zur Erreichung verschiedener Ziele. Die Bewirtschaftung kann auf der Angebots- oder auf der Nachfrageseite ansetzen, je nach Zielvorgabe.
Generell kann zwischen dem On-Street und dem Off-Street-Parking unterschieden werden, wobei der Begriff On-Street-Parking den Parkraum umfasst, der direkt vom öffentlichen Straßenraum zu erreichen ist. Unter Off-Street-Parkplätzen wird der Parkraum verstanden, der beispielsweise durch Schranken- oder Toranlagen vom allgemeinen Straßenverkehr abgetrennt ist. Durch die verschiedene Zugänglichkeit sind unterschiedliche Bewirtschaftungsmaßnahmen möglich.

## Steuerung der Nachfrage

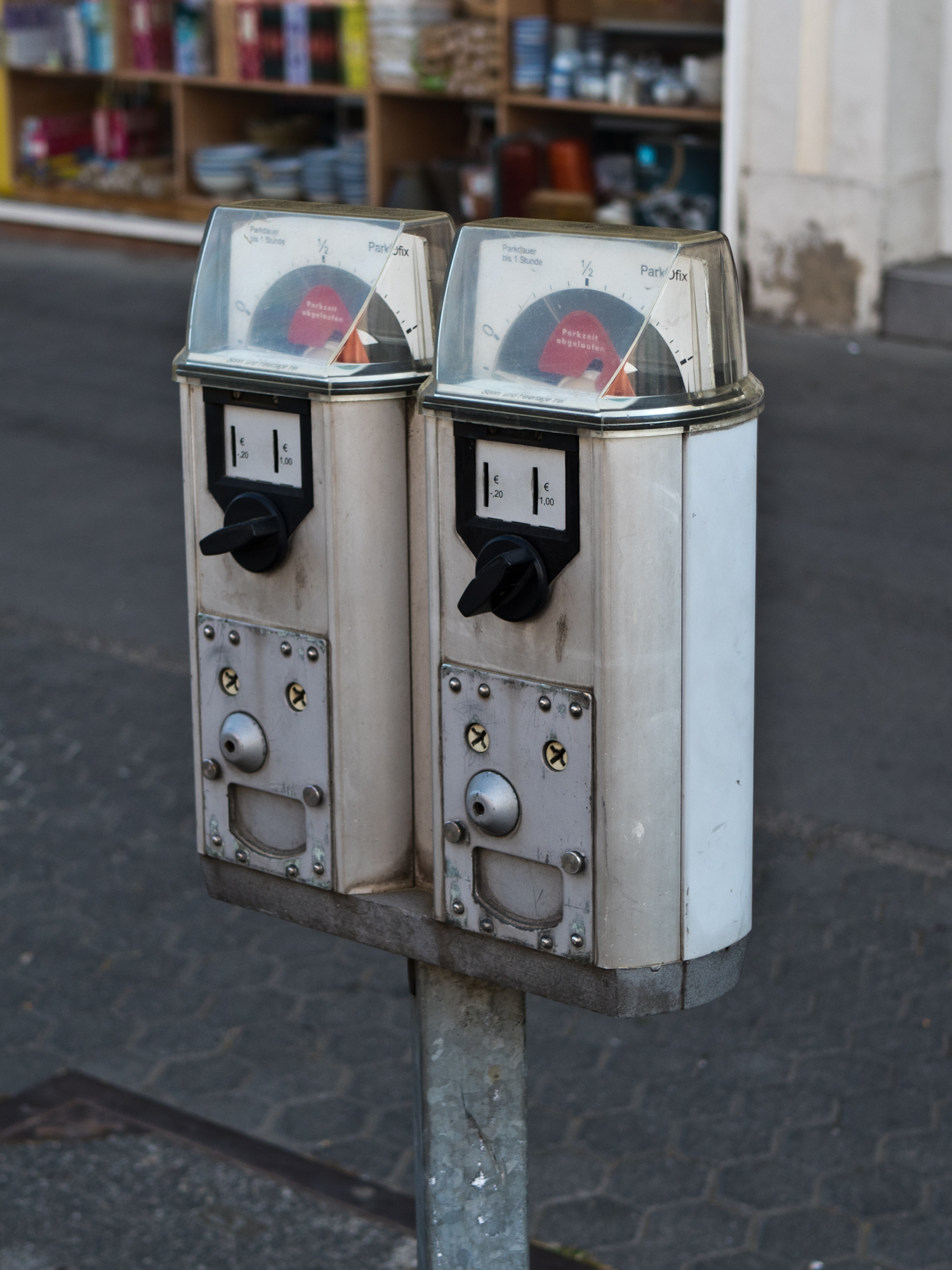
Zwei klassische mechanische Parkuhren in Trier

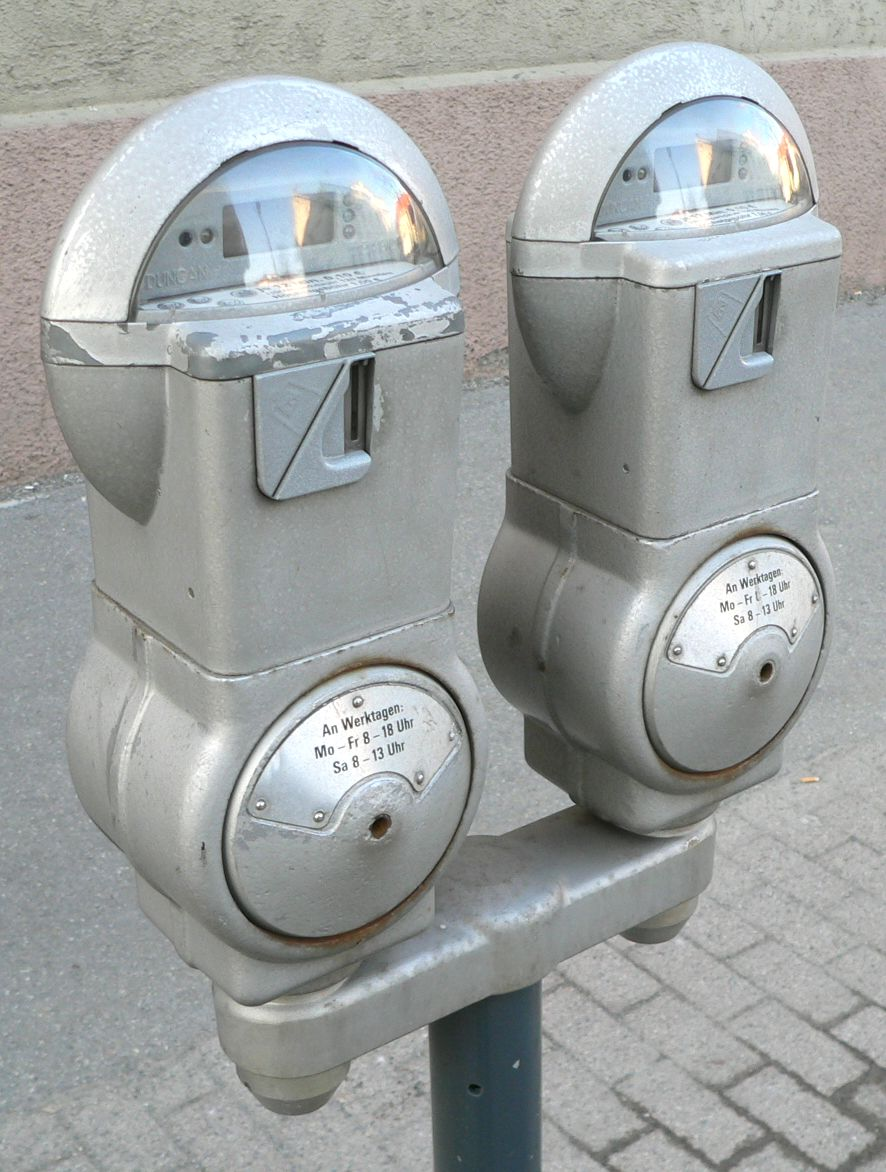
Zwei modernisierte Parkuhren mit digitaler Anzeige in Biberach

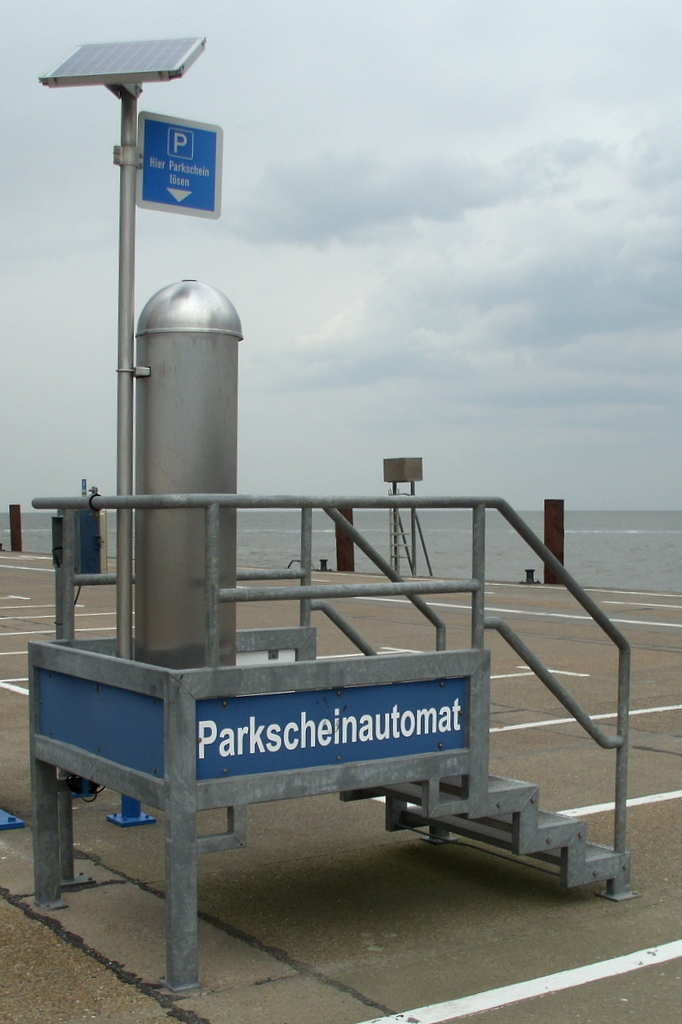
Parkscheinautomat

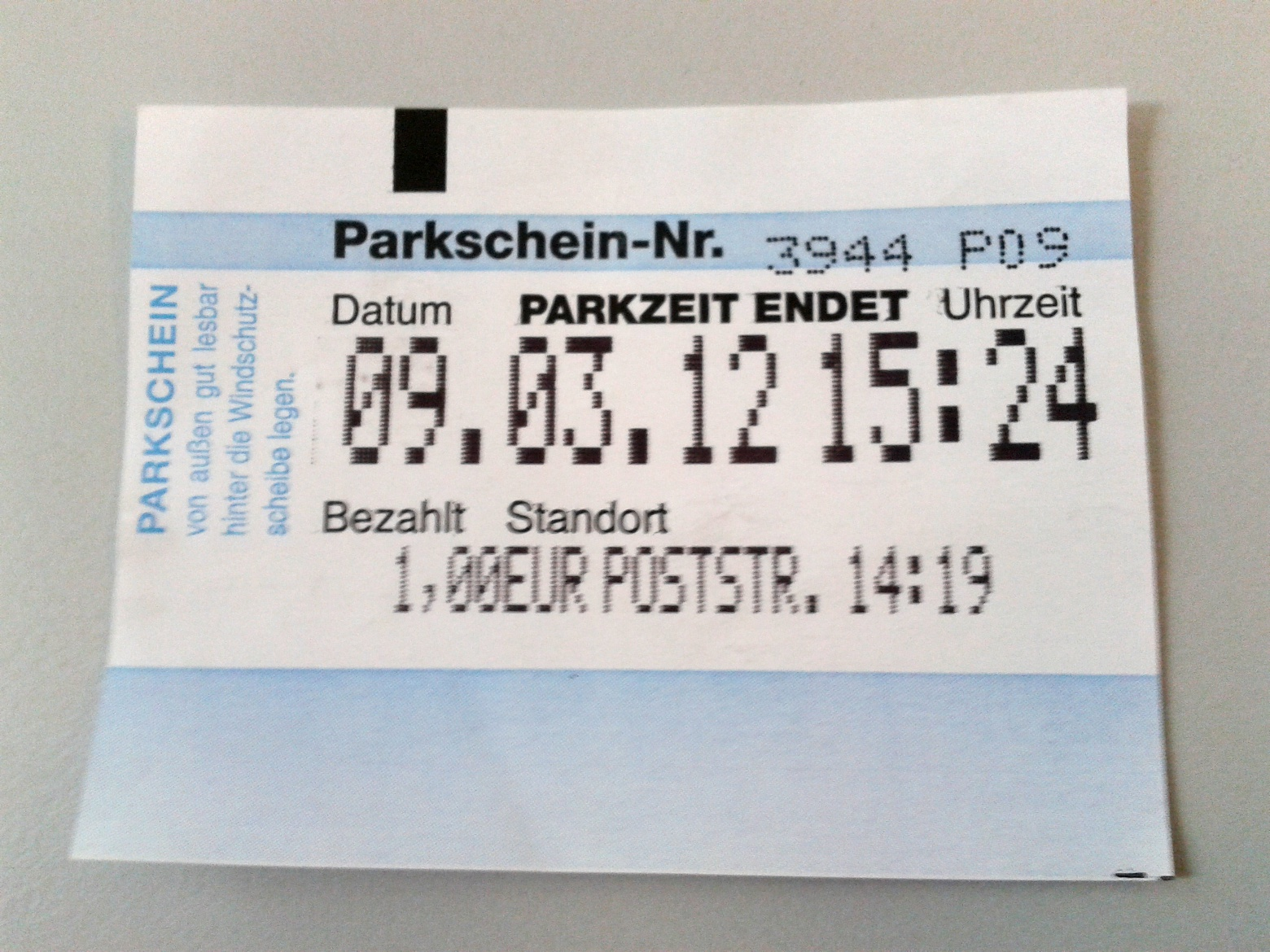
Parkschein

Durch Einführung von Kosten für das Parken kann die Nachfrage gesenkt werden. Das Angebot des ÖPNV erscheint attraktiver und es sollen mehr Leute alternative Methoden nutzen, um in die bewirtschaftete Zone zu gelangen. So stehen den verbleibenden Fahrzeugen mehr Parkplätze zur Verfügung. Der Suchverkehr nimmt ab und ebenso der Anreiz falsch zu parken.
Die Parkgebühren können in einer Stadt von Straße zu Straße variieren, je nach Parkplatzsituation. In den meisten Fällen wird nur während der Hauptbenutzungszeit (Ladenöffnungszeit) eine Parkgebühr erhoben, doch gibt es Ausnahmen. Ob und wann die Benutzung eines Parkplatzes gebührenpflichtig ist, kann manchmal einem Zusatzschild, immer dem Aufdruck auf der Parkuhr oder dem Parkscheinautomaten entnommen werden. Es gibt für die Anwohner in Gebieten mit bewirtschaftetem Parkraum Möglichkeiten, Vignetten, Ausweise zu erhalten, um im jeweiligen Wohngebiet ohne Parkschein parken zu können (Bewohnerparken). Für Betriebe und Gewerbetreibende sowie länger bleibende Gäste gibt es oftmals dieselbe Möglichkeit. Ende 2003 haben einige Städte begonnen, die Entrichtung von Parkgebühren mittels Mobiltelefon zu ermöglichen, das m-parking wurde eingeführt.

### Gebührenerhebung in Deutschland
In Deutschland wurden zur Gebührenerhebung lange Parkuhren am Rand jedes Parkplatzes aufgestellt. Säulen mit einer mechanischen Uhr, die bei Einwurf von Münzen (Parkgroschen) auf die verbleibende Parkdauer springt und sie anschließend herunterzählt. Die mechanischen Parkuhren werden seit den 2000er Jahren weitgehend durch Parkscheinautomaten ersetzt. Diese sind immer für mehrere Parkplätze aufgestellt, geben nach Einwurf von Münzen (oder nach bargeldloser Bezahlung, per GeldKarte) einen Parkschein mit dem aufgedruckten Ende der Parkdauer aus. Er muss von außen gut lesbar im Fahrzeug ausliegen. Der auf vielen Parkscheinen befindliche Aufdruck zum sichtbaren Auslegen hinter der Windschutzscheibe des Fahrzeugs widerspricht der entsprechenden Vorschrift in der Straßenverkehrs-Ordnung, ist daher unbeachtlich und lediglich als Hinweis zu verstehen.
Neuere Automaten ermöglichen das „Echtzeit-Parken“ oder „Parken mit ec-Karte“, bei dem man sich bei Ankunft mittels seiner GeldKarte oder girocard registriert und diesen Vorgang bei Abholung des Fahrzeugs wiederholt, um die tatsächliche Parkzeit zu bezahlen. Das vermeidet eine Überzahlung, wie an herkömmlichen Parkscheinautomaten häufig. Missbrauch oder Überbezahlung kommt nach ersten Erfahrungen nur noch vereinzelt vor. Die neueste Entwicklung sind mobile Taschenparkuhren, auch elektronische Taschenparkuhren genannt. Dies sind Kleingeräte mit Displayanzeige, die die Möglichkeit bieten, Parkgebühren bargeldlos zu entrichten. Sie funktionieren ähnlich einer Stoppuhr und verbrauchen dabei nach und nach die Parkwerte einer zuvor gekauften Guthabenkarte. Statt eines am Parkscheinautomaten gezogenen Parkscheins verbleibt das Gerät während des Parkvorganges auf dem Armaturenbrett des Fahrzeugs. Hauptvorteil ist die minutengenaue und damit gerechte Abrechnung.
In manchen Städten kann die Parkgebühr mit dem Handy bezahlt werden. Der Vorteil des Handy-Parkens ist, dass der Nutzer nicht vorab seine Parkzeit festlegen muss. Er beginnt den Parkprozess mit einem Anruf bei seinem Handy-Park-Betreiber. Wenn er wieder am Fahrzeug ankommt, ruft er nochmals den Betreiber an und meldet sich wieder ab. Der Anruf wird mittlerweile immer mehr durch Apps von diversen Anbietern abgelöst, die es ermöglichen per Fingerdruck den Parkvorgang zu starten und zu stoppen.

### Gebührenerhebung in Österreich
Parkscheinautomaten existieren in Wien nur ausnahmsweise, so etwa an speziellen Parkplätzen für Reisebusse. Manche sind gratis und andere können bis zu 20 €/Stunde kosten. Wird für privat betriebenen Parkraum ein Entgelt eingehoben, erfolgt dies meist per Automaten, Kaufhäuser bieten dort mitunter daneben kostenloses Kurzparken für einige Minuten, oder beschränkt mit etwa einer Stunde kostenlos, an.
Wien hat am 14. April 1975 (Inkrafttreten) Kostenpflicht („Parkometerabgabe“ für mehrspurige Kfz in einer gebührenpflichtigen Kurzparkzone) in Kurzparkzonen per vom Nutzer selbst auszufüllendem Parkschein eingeführt, der unter die Windschutzscheibe gelegt wird. Die Gebiete mit Kurzparkzonen (und -streifen) und solche mit Kostenpflicht beschränkten sich anfangs auf das Zentrum und wurden im Lauf der Zeit wiederholt erweitert, bis schließlich seit dem 1. März 2022 fast ganz Wien zur Kurzparkzone erklärt wurde. Die Kurzparkzone gilt in der Regel an Werktagen Mo–Fr 9–22 Uhr, in Geschäftsstraßen mitunter auch samstags vormittags.
Wenn Parkgebühr eingehoben wird, ist diese in der gesamten Stadt einheitlich, Unterschiede gibt es beim Zeitraum der Gebührenpflicht und der maximalen Kurzparkdauer. Der radierempfindlich flächig farbbedruckte Parkschein (seit 1975) wird vom Auto-Absteller durch Ankreuzen von Datum und Uhrzeit (aufgerundet, im 15-Minuten-Raster) der Ankunft und Eintrag der Jahreszahl entwertet. Der Schein ist unter die Windschutzscheibe des Fahrzeugs zu legen. Parkscheine für 1/2 (rot), 1 (blau), 1 1/2 (grün) oder 2 (gelb) Stunden sind im Vorverkauf (auch zu Blocks) u. a. in Trafiken (Tabakgeschäften), Vorverkaufsstellen sowie U-Bahn-Stations-Fahrscheinautomaten der Wiener Linien erhältlich. Per 1. Jänner 2017 wurde die Abgabe um 5 % auf 1,05 €/h angehoben, alte Scheine konnten höchstens bis Ende Juni 2017 umgetauscht werden. Mehrere Scheine (mit gleicher Ankunftszeit markiert) nebeneinander verwendet addieren die Parkdauer. Ehemals 10 Minuten, seit 1. September 2013 15 Minuten kann alternativ mit einem kostenlos erhältlichen Parkschein gratis geparkt werden, dabei ist nur die Uhrzeit, jedoch auf die Minute genau einzutragen.
Diesem System schlossen sich andere Städte Österreichs an. Um das Kurzparken zu modernisieren, stellen viele österreichische Städte, ähnlich wie in Deutschland, Parkscheinautomaten auf. Viele erlauben dennoch, bis zu 10 oder 15 Minuten zu parken. Dazu ist lediglich die Taste ohne Geldeinwurf zu drücken – und ein Parkschein für die kostenlose Zeit wird ausgedruckt.
Seit Herbst 2002 existiert die zusätzliche Möglichkeit des Handy-Parkens, welches im März 2011 von zwölf Gemeinden angeboten wird. Diese Bezahlform übermittelt dem Betreiber zumindest die Autonummer und die geplante Parkdauer. Der Service benötigt ein Mobiltelefon, basierte ehemals auf SMS-Versand nun auf einer internetbasierten App und kann Verbindungskosten verursachen. Verschiedentlich verrechnet ein Inkassobetreiber einen Aufschlag auf die Parkgebühr der Gemeinde. Vorteilhaft ist, dass eine eventuell nötige Verlängerung der Parkdauer aus der Ferne geordert werden kann. In Wien liefert die App Kurz Parken? abhängig vom GPS-Ort kartenbasierte Information über die lokale Rechtslage.
Kurzparkzonen werden am Beginn der Zone einmalig mit dem Verkehrszeichen „Kurzparkzone“ ausgeschildert. Bei gebührenpflichtigen Kurzparkzonen enthält das Verkehrszeichen den Zusatz „gebührenpflichtig“. Zu berücksichtigen ist, dass bei flächendeckenden Kurzparkzonen lediglich bei den Einfahrten in diese Zone Verkehrszeichen angebracht sind und danach keine weiteren Hinweise auf die Kurzparkzone existieren.
In Graz darf ohne Schein 12 Minuten geparkt werden, die Kontrollorgane müssen die 13. Minute abwarten, bis sie ein Strafmandat ausstellen dürfen. In Wien gibt es dagegen seit 1. September 2013 einen 15-Minuten-Parkschein, der kostenlos in Trafiken erhältlich ist. Die Ankunftszeit wird eingetragen und 15 Minuten ist gratis parken erlaubt. Zuvor durfte 10 Minuten gebührenfrei geparkt werden. Die entsprechenden 10-Minuten-Parkscheine waren optisch mit den heutigen 15-Minuten-Parkscheinen identisch.
Kurzparkplätze und -zonen sind außer mit Verkehrstafeln oft durch blaue Straßenmarkierungen gekennzeichnet. Die Kurzparkzonen werden im Volksmund Blaue Zonen genannt. Eine farbliche Markierung auf der Straße ist nicht vorgeschrieben. Oft stehen die Tafeln nur an den Zoneneinfahrten (Wien, Graz), ohne dass es weitere Hinweise auf die Kurzparkzone gibt. Kritik kommt naturgemäß von Anwohnern, die vor ihrem Haus parken wollen. In Wien und Graz beispielsweise können sich Bewohner (oder anliegende Unternehmer) von Kurzparkzonen gegen eine Gebühr eine zweijährige Ausnahmegenehmigung (Parkpickerl, siehe Wiener Parkpickerl) besorgen, mit der uneingeschränktes Parken im näheren Umfeld des Wohnsitzes erlaubt ist. Diese Genehmigung kann nur von Einwohnern mit Hauptwohnsitz in der jeweiligen Stadt beantragt werden.

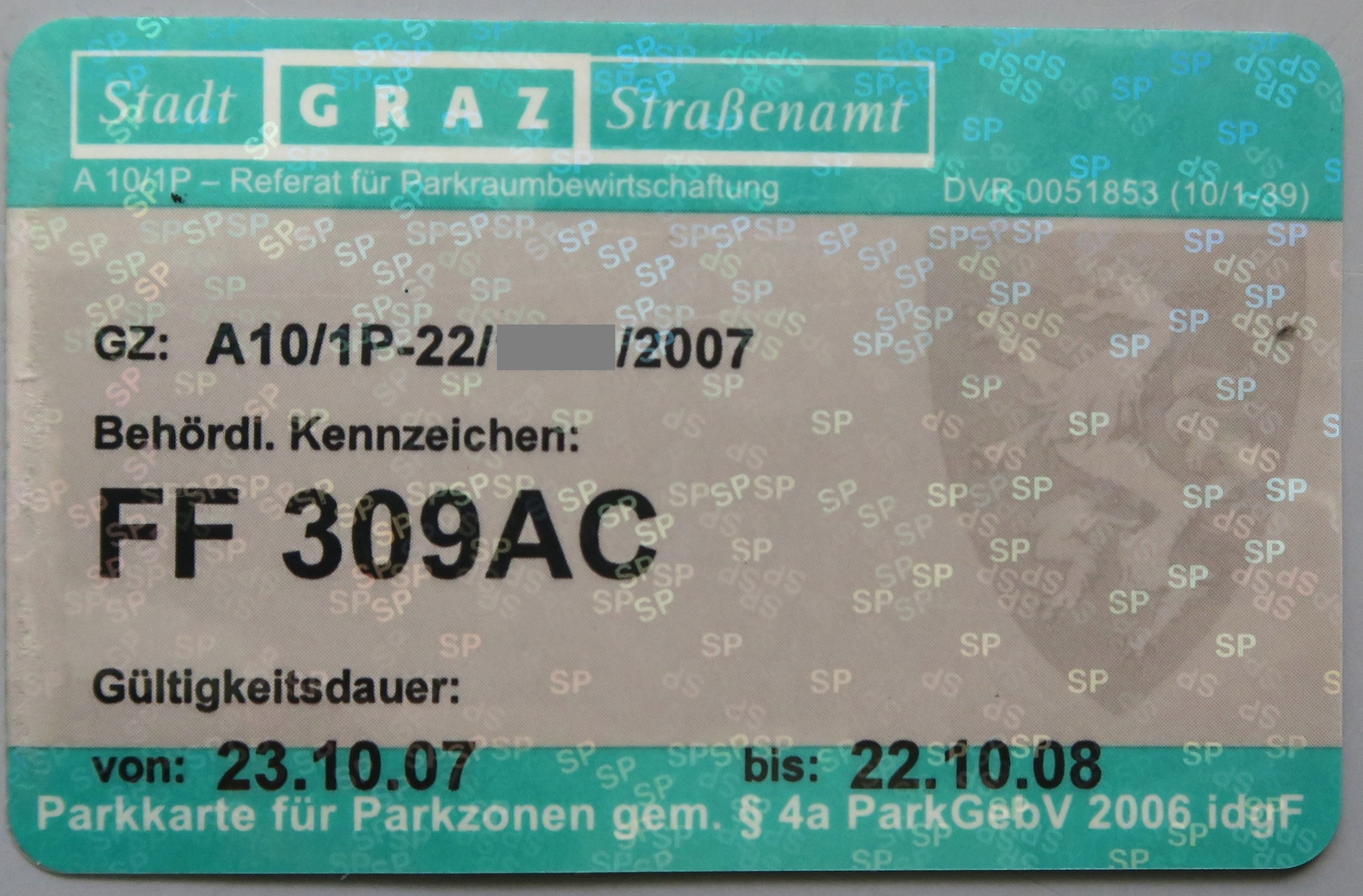
Parkraumbewirtschaftung Parkkarte Graz

Im Sommer 2007 wurden in Graz gebührenpflichtige Parkzonen eingerichtet, die kein Zeitlimit haben und billiger als die Kurzparkzonen sind. Außerdem gibt es dort die Möglichkeit, die Parkgebühr für bis zu einem ganzen Jahr im Voraus zu bezahlen. Auch dort gibt es für Bewohner Ausnahmegenehmigungen (138 Euro für 2 Jahre). Die Zonen sind durch grüne Straßenmarkierungen und grüne Tafeln gekennzeichnet und werden daher Grüne Zonen genannt. Diese grüne Kennzeichnung ist jedoch in der österreichischen Straßenverkehrsordnung nicht verankert. Die Rechtmäßigkeit wurde im Sommer 2008 vom UVS der Steiermark bestätigt.

### Konzepte in der Schweiz

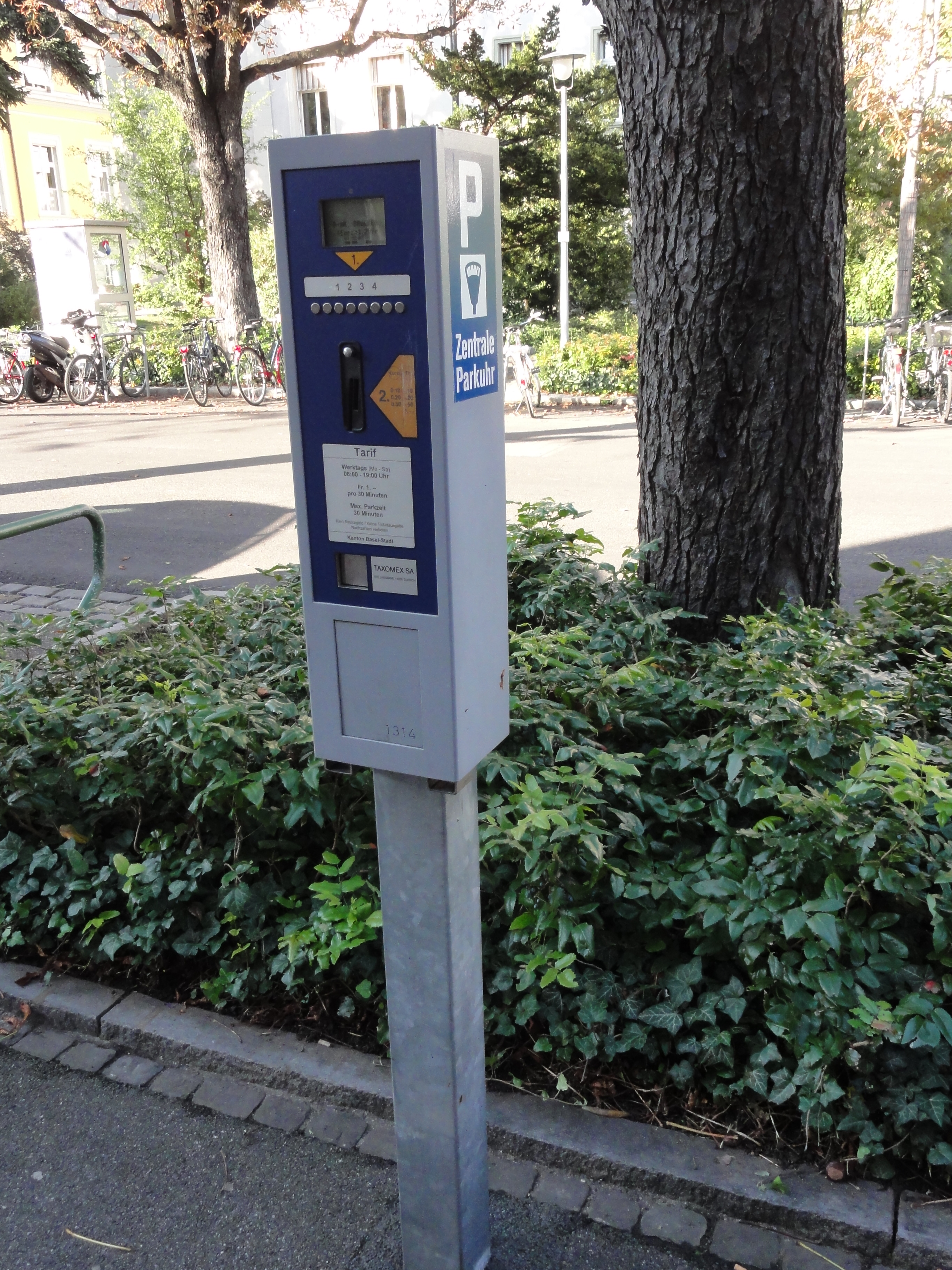
Zentrale Parkuhr in der Schweiz

In der Mehrzahl der Kantone gehört die Parkraumbewirtschaftung in den Bereich der Gemeindeautonomie. Sie ist – was die Parkplätze auf öffentlichem Grund anbelangt – auf breiter Ebene realisiert. Standard ist die gebührenfreie und mit blauer Farbe markierte Blaue Zone, die ein Zeitlimit aufweist (reglementiert im Strassenverkehrsgesetz des Bundes), in Parkhäusern und vielfach auf größeren Parkplätzen ist diese mit Gebührenpflicht verbunden. Relativ neu eingeführt wurde in den Städten die Anwohnerprivilegierung: Anwohner bestimmter Quartiere genießen mit entsprechendem Logo unter der Autoscheibe den zeitlich weitgehend unlimitierten Vorrang gegenüber quartierfremdem Suchverkehr, der dort ein Zeitlimit und Gebührenpflicht hat. Zunehmend wird die Parkraumbewirtschaftung mittels Gebühren auf privatwirtschaftlichen Grossparkplätzen sowie in privaten Parkhäusern eingeführt, meist gestützt durch einen öffentlich-rechtlichen Verfügungsakt (siehe Umweltverträglichkeitsprüfung).

### Dynamische Preisgestaltung
Städte wie San Francisco nutzen seit den 2010er-Jahren das Prinzip des Dynamic Pricings, um die Parkgebühren abhängig von der Auslastung je Straßenblock zu variieren. Ziel ist es, eine durchgängige Belegungsrate der Parkplätze von 60 bis 80 Prozent zu erzielen, um Parksuchverkehr zu minimieren und Parkflächen im öffentlichen Raum dennoch effizient zu nutzen. Evaluationen zeigen, dass der Ansatz zur Nutzung alternativer Verkehrsmittel anregte und die durchschnittliche Höhe der Parkgebühren sank.

## Steuerung des Angebotes
Während neuer Parkraum in engen und verbauten Innenstädten meist nicht zur Verfügung gestellt werden kann, wird durch die Senkung der Höchstparkdauer (auf 15 Minuten oder 2 Stunden) zu erreichen versucht, dass im räumlich begrenzten Parkraum häufiger Parkplätze frei werden und sich so der Umschlagsgrad der Parkflächen verbessert, also die Anzahl der Parkvorgänge pro Zeitabschnitt steigt und Dauerparken verhindert wird (Parkplatzrotation). Der Parkdruck und Suchverkehr nimmt ab und es können mehr Autos in die bewirtschaftete Zone. Dieses Konzept wird Kurzparken genannt und von Kommunen beispielsweise an Bahnhöfen angewandt.
Es ist in Deutschland verboten, die Parkzeit durch Nachwerfen von Geldstücken in Parkuhren oder durch Kauf eines neuen Parktickets kurz vor Ende der abgelaufenen Parkzeit über die vorgeschriebene Höchstparkdauer hinaus zu verlängern, genauso ist das Nachstellen der Parkscheibe verboten. Allerdings ist eine nachträgliche Verlängerung, welche beweisbar die Höchstparkdauer nicht überschreitet, nicht unbedingt ordnungswidrig und prinzipiell nicht, wenn gar keine Höchstparkdauer angegeben ist.

### Gebührenfreies Kurzparken

Bild 291: Parkscheibe gem. § 41 Abs. 2 StVO-D

Das gebührenfreie Kurzparken, das Ortschaften oft nur noch in den Randgebieten und Zonen mit hoher Fluktuation zulassen, hatten viele bereits in den 1960er Jahren eingeführt. Am Fahrzeug ist anzuzeigen, wann die Parkzeit begann
- in Deutschland mit genormter Parkscheibe[8] oder mit einem gebührenfreien Parkschein aus Automaten mit „Brötchentaste“.
- in Österreich wurde das gebührenfreie Kurzparken am 16. März 1959 in der Inneren Stadt Wiens eingeführt. Seither gibt es die Parkscheibe (ursprünglich nach ihrem Erfinder Pechtscheibe, umgangssprachlich meist Parkuhr genannt), auf der manuell der Parkbeginn einstellt wurde. Ursprünglich war die maximale Kurzparkzeit eine Stunde. Die Parkscheibe hatte zwei feste Zeiger für Beginn und Ende.[9] Erst verschiedene Längen der Parkdauer machten den zweiten Zeiger überflüssig. Viele Firmen verteilten die Parkuhren mit ihrer Werbung versehen, da die Parkscheiben als Werbeträger funktionierten. Als das gebührenpflichtige Parken eingeführt wurde, wurde in den meisten Orten trotzdem bis zu 15 Minuten gebührenfreies Parken beibehalten oder auf Grund von Musterprozessen wieder eingeführt.

### Brötchentaste

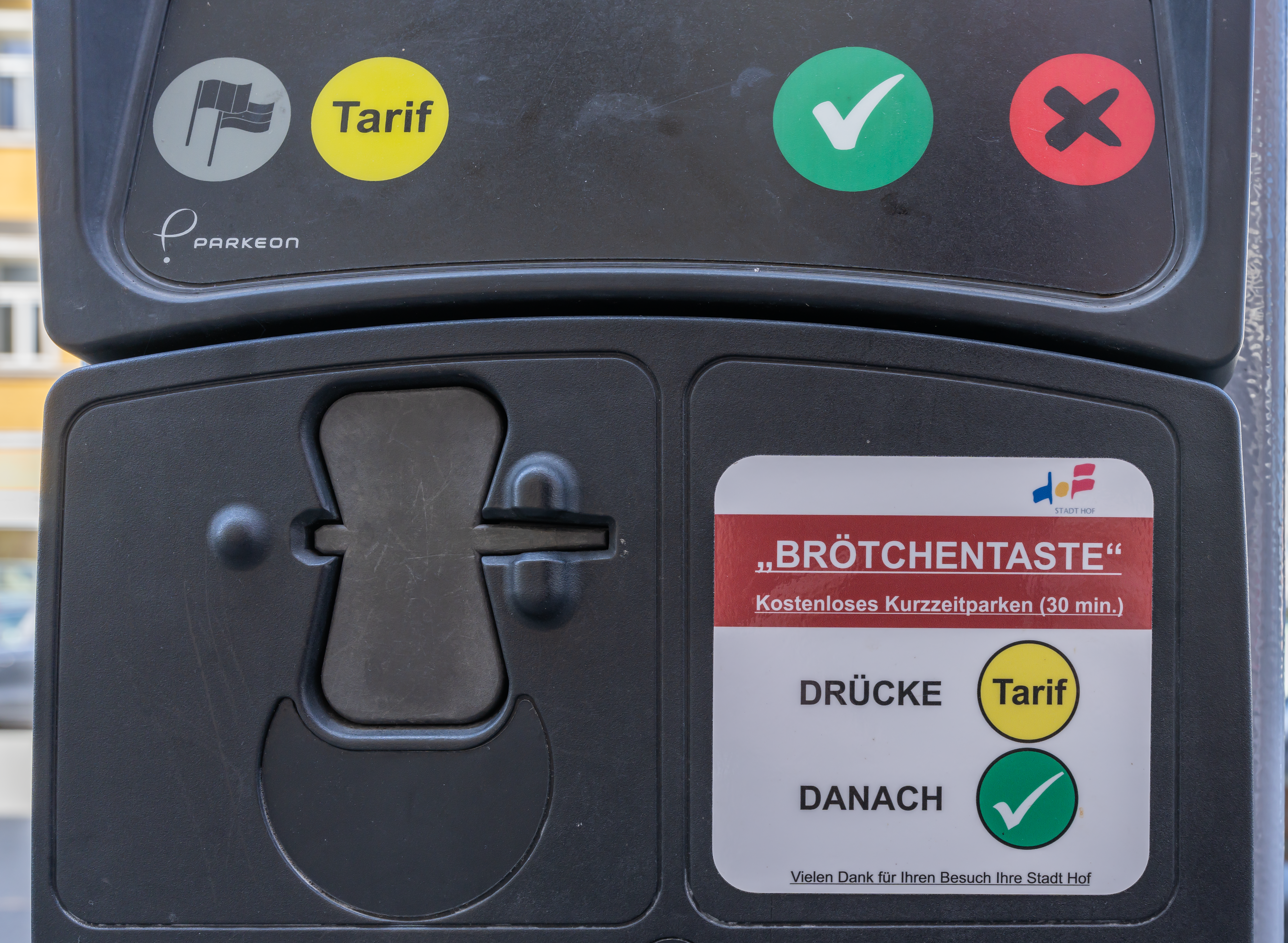
Brötchentaste an einem Parkautomaten in Hof (Saale)

Die Brötchentaste an einem Parkscheinautomaten soll Kurzparkern ein kostenloses Parken ermöglichen (im Volksmund: „um mal eben Brötchen zu holen“).
Eine solche Taste soll die Attraktivität der Innenstädte erhöhen und bedeutet einen Verzicht der Gemeinde auf einen Teil der erzielbaren Parkgebühren. Allerdings lassen sich Kurzparker mit einer Parkdauer von nur wenigen Minuten mit vernünftigem Aufwand nicht auf die vorschriftsmäßige Verwendung eines Parkscheins kontrollieren. Hierzu musste der Deutsche Bundestag erst § 6a, Abs. 6 des Straßenverkehrsgesetzes (StVG) ändern (am 6. November 2003 zum 1. Januar 2004). Schon vorher hatten Kommunen wie Daun und Wittlich „Brötchentasten“. Der Duden nahm sie 2006 auf (24. Auflage). Gleichzeitig ist die Brötchentaste umstritten. Die Stadt Bremen erhöhte zum 1. Juni 2006 die allgemeinen Parkgebühren, um die durch die Brötchentaste verursachten Mindereinnahmen zu kompensieren. In Frankfurt am Main beabsichtigt die Stadtverwaltung die Abschaffung der Brötchentastenfunktion. Auf dem Deutschen Städtetag diskutierten Verkehrsplaner Vorwürfe von Kritikern, die Taste werde missbraucht, bringe zu viele Autos in die Städte, erhöhe den Kontrollaufwand und die Argumente von Wirtschaftsplanern, die den mittelständischen Handel stärken wollen.

## Kontrolle der Bewirtschaftung

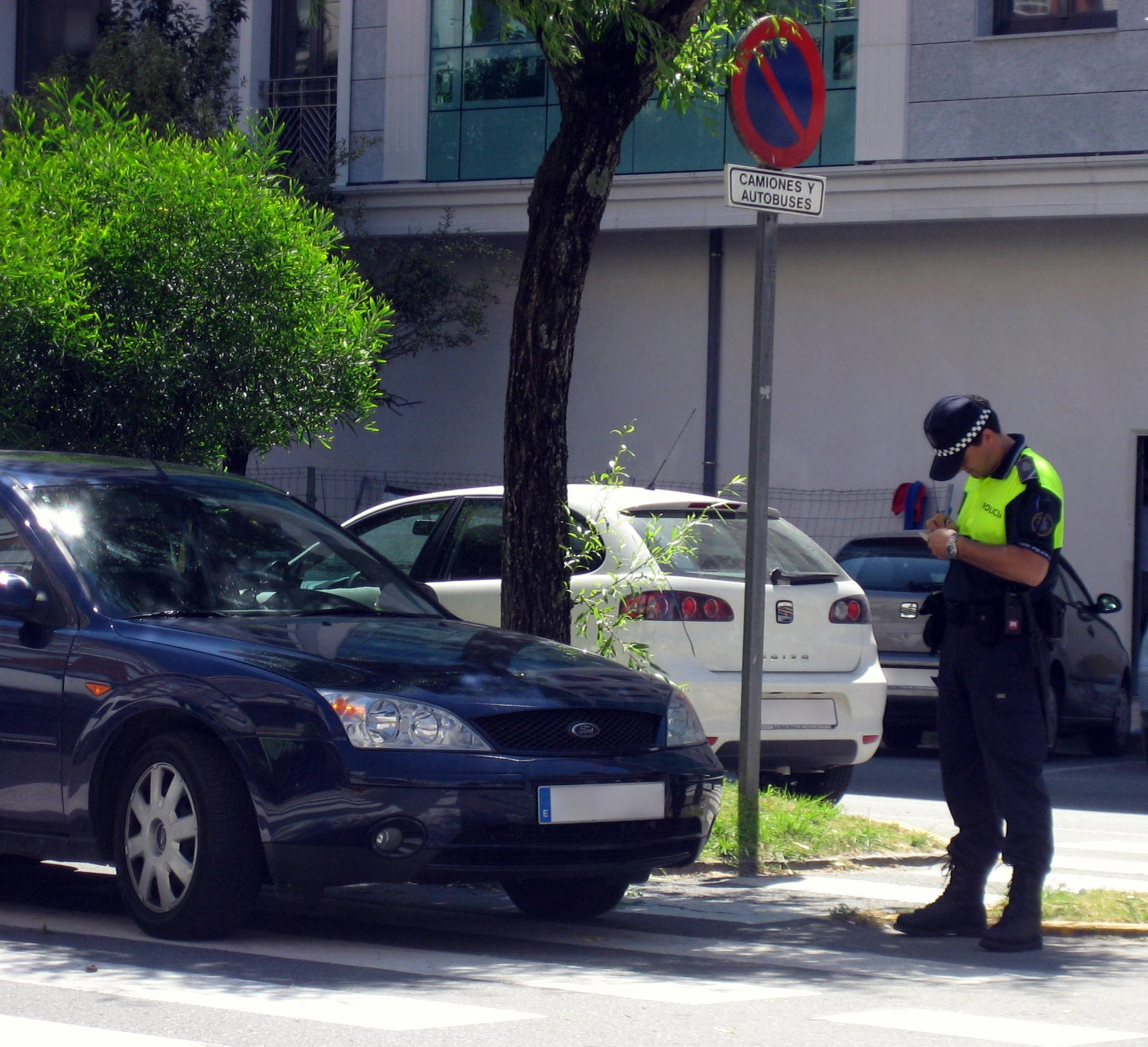
Überwachung des Parkraums in Spanien

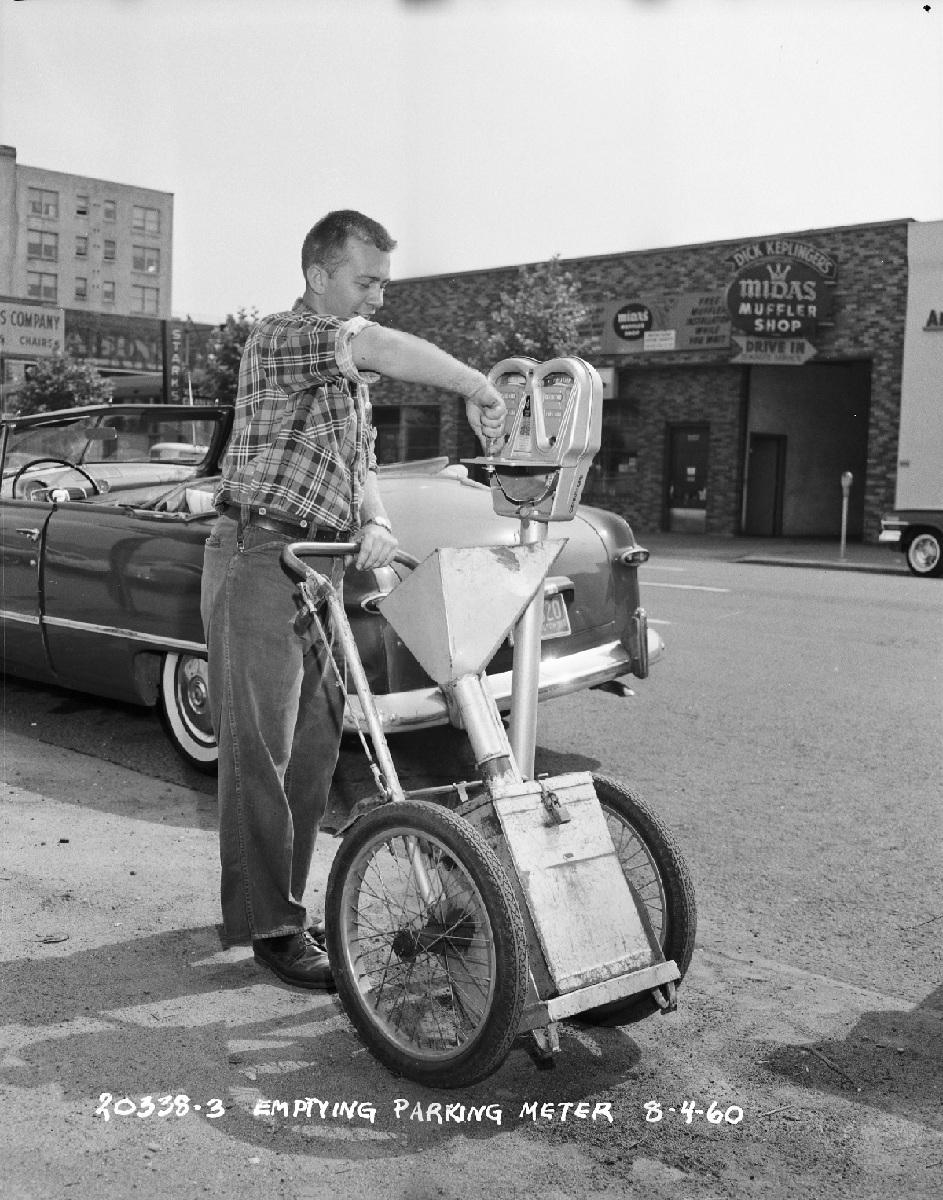
Entleerung der Parkuhren in Seattle, USA (1960)

Die Kontrolle des bewirtschafteten Parkraums sowie der Einhaltung und Sanktionierung von Verstößen ist zur Erhaltung der Wirtschaftlichkeit und zur Sicherung der Einnahmen erforderlich. Der Kontrollaufwand schmälert jedoch das Ertragsziel. Während private Parkraumbesitzer meist eine Schrankenanlage oder einen Parkwart einsetzen, nutzen deutsche Städte und Kommunen zur Überwachung des ruhenden Verkehrs meist Angestellte und Beamte im öffentlichen Dienst. Bei privatem Parkraum wird seit einigen Jahren inzwischen auch automatisiert mit Hilfe von Videokameras das Kfz-Kennzeichen bei der Einfahrt erkannt und gespeichert um festzustellen ob die Parkbedingungen eingehalten werden. In Fällen, in denen der Betrieb einer Schrankenanlage bei privater Parkraumbewirtschaftung nicht wirtschaftlich oder aufgrund der baulichen Gegebenheiten nicht möglich ist, werden Falschparker zur kostendeckenden Überwachung in der Regel mit Vertragsstrafenklauseln über Allgemeine Geschäftsbedingungen abgeschreckt. Solche Vertragsstrafen sind mit einem erhöhten Beförderungsentgelt im Bahnverkehr vergleichbar und werden von der herrschenden Meinung in Rechtsprechung und juristischer Literatur als zulässig betrachtet.

## Sonstiges
- Die erste Parkuhr ging 1935 in Oklahoma City, USA in Betrieb.[13]
- In San Francisco, USA, werden auf einer Webseite freie Parkplätze versteigert. Dort können privat angebotene Parkplätze kurzfristig gebucht werden.[14]
- Der 1967 von den Beatles komponierte Song Lovely Rita, auf dem legendären Album Sgt. Pepper’s Lonely Hearts Club Band, umschreibt eine humorvolle Annäherung an eine Politesse in London.

### Monografien
- Inga Molenda: Parkraumbewirtschaftung im Spannungsfeld von Effizienz und Verträglichkeit. Eine ökonomische Analyse unter besonderer Berücksichtigung der Sonderparkberechtigung „Bewohnerparken“. Nomos, Baden-Baden 2016, ISBN 978-3-8487-3508-2 (zugl. Dissertation, Universität Münster 2016)
- Donald C. Shoup: The High Cost of Free Parking. Routledge, 2011, ISBN 978-1-932364965.

### Einzelbeiträge
- Donald C. Shoup: The High Cost of Free Parking. in: Journal of Planning Education and Research, Bd. 17 (1997), S. 3–20